# Freddy Fröhlich’s Partylöwen
Freddy Fröhlichs Partylöwen waren ein deutsches Musikprojekt, das mit dem Doppel-Album Hithaus, Ramba Zamba für 2 Wochen vom 5. März bis 18. März 1979 die deutschen Albumcharts anführte. Das Schlager-Album enthielt insgesamt 130 kurze Stimmungshits verteilt auf 23 Potpourris bei einer Gesamtspieldauer von 87 Minuten.
Die Serie wurde mit Ramba Zamba 2 und danach mit weiteren Ausgaben bis Ende der 1980er Jahre fortgeführt, als Interpreten wurden dafür „Rudi Ramba und seine Party Tiger“ angegeben, die auch als „Harry Kistemaker's Party-Band und Chor“ oder als „Roberto Paletti und der Jubelchor“ auftraten.

## Diskografie
- 1979: Hithaus, Ramba Zamba (Polystar; Katalog-Nr.: 6641 892 (91990 960 / 9199 961))[2]

## Belege
1. 1 2  Freddy Fröhlichs Partylöwen auf charts.de
2. 1 2  Hithaus, Ramba Zamba auf discogs.com, abgerufen am 30. August 2024.
3. ↑  Rudi Ramba und seine Party Tiger auf discogs.com, abgerufen am 30. August 2024.
4. ↑  Chartquellen: DE